# Johnny Ramone
John William Cummings (színpadi nevén Johnny Ramone) (Long Island, New York, 1948. október 8. – Los Angeles, Kalifornia, 2004. szeptember 15.) a The Ramones punk-együttes gitárosa. Az énekessel, Jeffrey Hymannel, más néven Joey Ramone-nal együtt ő is az együttes egész karrierje során tag volt. 2003-ban a Rolling Stone Cummingsot minden idők 16. legjobb gitárosának választotta, majd 2011-ben a lista újabb változatán a 28. helyre sorolta.

## Karrier
Kamaszként Cummings egy Tangerine Puppets nevű együttesben játszott a jövőbeli Ramones dobossal, Tamás Erdélyivel (ismertebb nevén Tommy Ramone) együtt. Idősebben "greaser" volt, bár később ezt úgy írták le, hogy batikolt ruhákat hordó Stooges rajongó volt.
A jövőbeli zenekari tag Douglas Colvin-nal az 1970-es évek elején találkozott, mikor vegytisztítóknak kézbesített. Együtt ettek, miközben megbeszélték kölcsönös szeretetüket olyan együttesek iránt, mint a Stooges és az MC5. 1974 januárjában elmentek a Manny's Guitar Center-be New Yorkba, ahol Johnny vett egy használt, kék Mosrite Ventures 2-t 54$- ért. Ugyanezen úton, hogy Colvin-ból később Dee Dee Ramone lehessen, vett egy Danelectro basszusgitárt, amit később összetört. Együttműködtek a jövőbeli bandataggal, Jeffrey Hyman-nal és megalakították a Ramones-t, a majdnem ismeretlen Ritchie Stern-nel basszusgitáron, aki egy-két próba után el is ment. Erdelyi annak az évnek a nyarán lépett be a zenekarba nyilvános meghallgatások után, melynek keretében a Ramones dobosát keresték.
Cummings volt a fő stresszforrás az együttesben miután elkezdett randizni Hyman volt barátnőjével. Állítólag erről a helyzetről írta Hyman a "The KKK Took My Baby Away" című számot, bár kijelentették, hogy a dal a Ramones alakítása előtt íródott. Bár a zenekar még évekig együtt maradt az incidens után, a kettejük kapcsolata fagyos maradt, és szinte alig beszéltek egymással. Évekkel később, mikor Hyman kórházban volt, mert haldoklott a ráktól, Cummings nem volt hajlandó felhívni. Később erről az incidensről beszél a End of the Century: The Story of the Ramones című filmben, és azt mondja, teljesen hiábavaló lett volna. Azt is hozzátette, hogy egy hétig depressziós volt Hyman halála miatt.
Zenei karrierje mellett feltűnt egy tucat filmben (mint a Rock 'n' Roll High School) és több dokumentumfilmben is. A TV-ben is szerepelt, többek közt olyan showkban, mint A Simpson család.

## Politika
Egyesek a punk közösségben gyalázatosnak tartották, hogy a kevés konzervatívhoz tartozott. Cummings politikai hovatartozását 2002-ben hozta a világ tudtára, mikor a Ramones-t beiktatták a Rock and Roll Hall of Fame-be. Miután mindenkinek köszönetet mondott – a védjegyévé vált pólóban, szakadt kék farmerben és bőrdzsekiben – azt mondta "Isten áldja meg Bush elnököt, és Isten áldja Amerikát". Egy interjúban, mikor a konzervativizmusáról kérdezték, azt mondta "Ronald Reagan volt életem legjobb elnöke". Mi sem bizonyítja ezt jobban, hogy 1986-ban kiadta a "Bonzo Goes to Bitburg/Go Home Anne" című kislemezt. Cummings meg akarta változtatni a nevét, mert úgy gondolta, hogy ez sértő Ronald Reagan-nal szemben. Ezért később a cím "My Brain Is Hanging Upside Down"-ra változott, ami egy sor a refrénből.

## Civódás
1983 augusztusában Cummings verekedésbe keveredett Seth Macklin-nel a Sub Zero Construction nevű zenekarból a lakása előtt, East New Village-ben. Johnny együtt volt egy lánnyal (aki, mint később kiderült, részeg volt), aki megcsalta őt Macklinnel. Macklin fejberúgta Cummingst, ezzel kiterjedt sérüléseket okozott, így egy agyműtétre volt szükség. Cummings-nak baseballsapkát kellett viselnie a színpadon, míg vissza nem nőtt a haja. Az esemény nagy sajtónyilvánosságot kapott. Felépült, és a következő album címe Too Tough Too Die lett részben az ő tiszteletére. Illetve azért is adták az új lemeznek ezt a címet, hogy megmutassák a világnak, hogy ugyan egyre kevesebb sikerük van, de mindent megtesznek azért, hogy túljussanak a pangásukon, és újra megtalálják a sikert.

## Halál
2004. szeptember 15-én Cummings a prosztatarák elleni ötéves küzdelem után halt meg Los Angeles-i otthonában. Eddie Vedder és Rob Zombie mellette volt a halálakor. Maradványait elhamvasztották. A Hollywood Forever Cemetery-ben síremléket állítottak neki Dee Dee sírja közelében.

### Halál utáni megbecsülés
2006-ban a The Wicker Man című horrorfilm remake-jét Johnny Ramone emlékére dedikálták, mivel közeli barátja volt a film producerének és sztárjának, Nicolas Cage-nek. A Pearl Jam 2006-os kislemezét, a "Life Wasted"-et Eddie Vedder akkor írta, mikor épp Cummings temetéséről tartott haza.